# Empetrichthys
Empetrichthys is een geslacht van straalvinnige vissen uit de familie van de levendbarende tandkarpers (Goodeidae).

## Soorten en ondersoorten
- Empetrichthys latos
  - Empetrichthys latos concavus Miller, 1948
  - Empetrichthys latos latos Miller, 1948
  - Empetrichthys latos pahrump Miller, 1948
- Empetrichthys merriami Gilbert, 1893